# Église San Maurizio al Monastero Maggiore
L'église San Maurizio al Monastero Maggiore, située à Milan, est l'église d'un couvent catholique. Un jubé, ou tramezzo (clôture religieuse), sépare l'église et ses fidèles du chœur du couvent où se tiennent les religieux cloîtrés pour assister à la messe et communier par un guichet (le lieu est  aujourd'hui accessible).
On accède également par ce couvent à des fouilles archéologiques des anciennes fortifications romaines.
Elle est dédiée au rite byzantin certains jours dans l'année (le dimanche, d'octobre à juin).

## Historique
L'église est construite au début du XVIe siècle. Elle fut entièrement décorée de fresques réalisées par divers peintres importants de ce siècle, tels que Bernardino Luini, élève de Léonard de Vinci, Antonio Campi, ou encore Simone Peterzano.

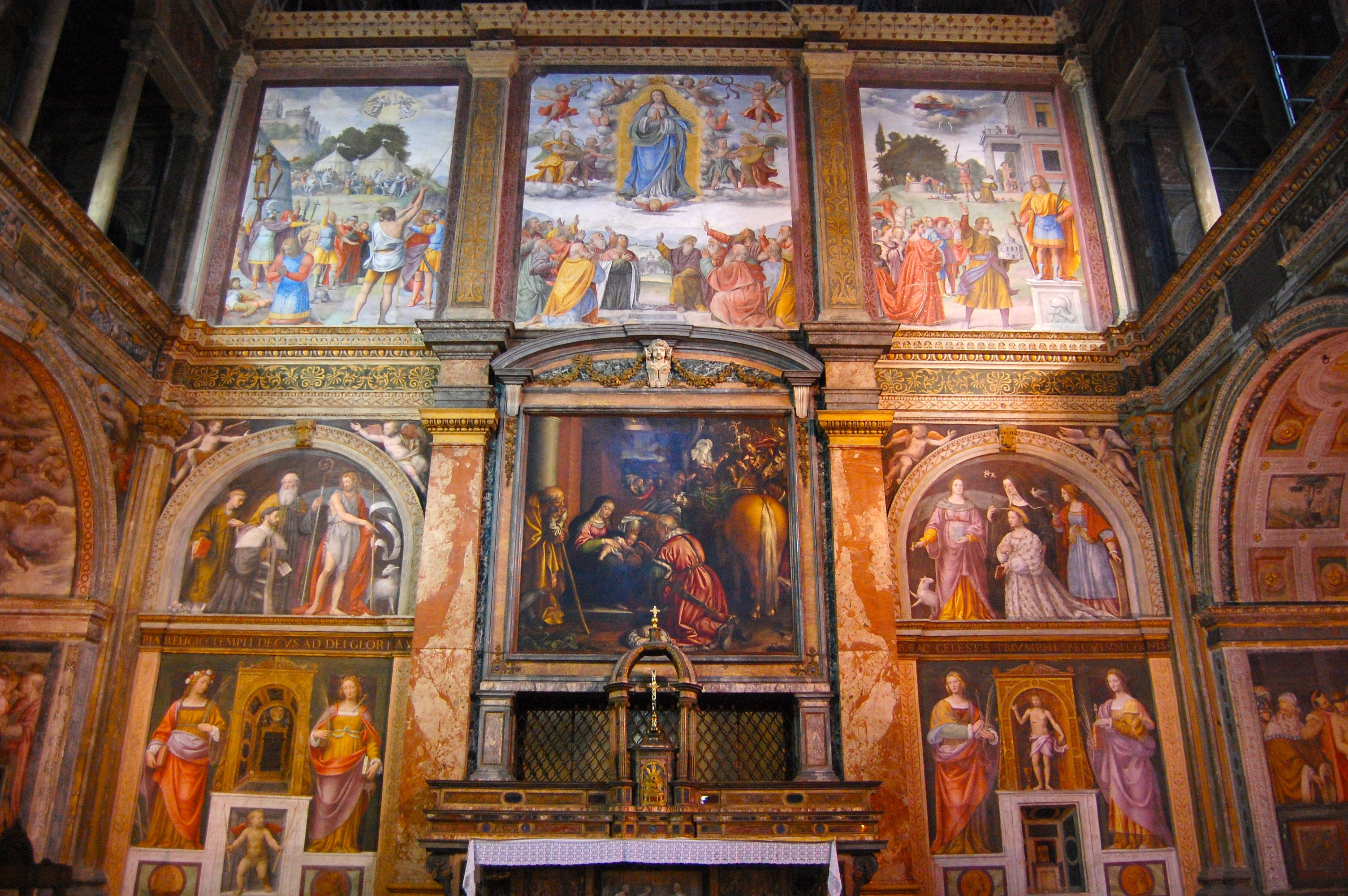
Tramezzo entre l'autel côté église et le chœur du couvent par Bernardino Luini.
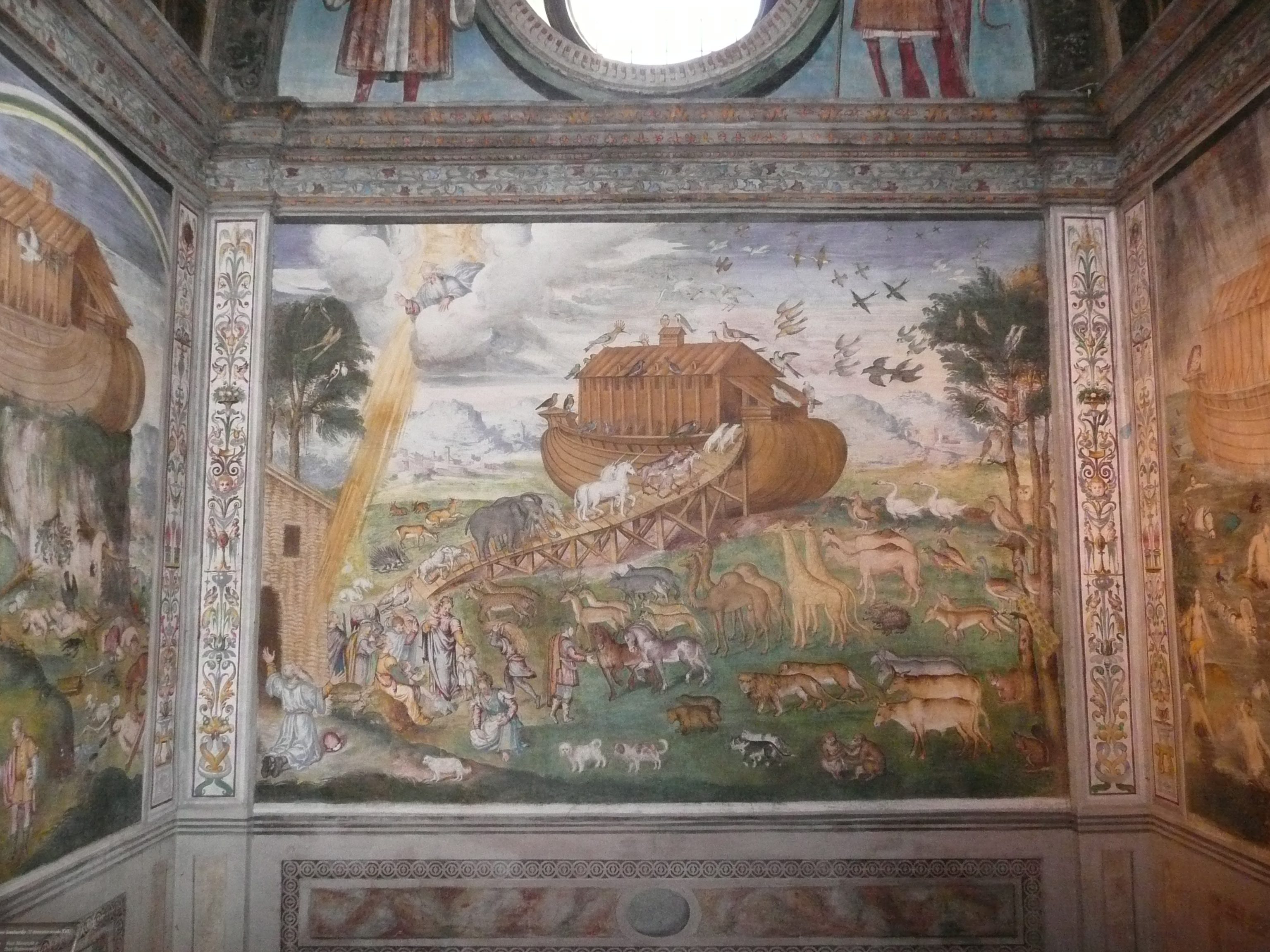
Scène de l'arche de Noé sur une chapelle latérale de gauche par Aurelio Luini (fils de Bernardino).

### Description
Fresque de Vincenzo Foppa (Bagnolo Mella, 1429 - 1519), représentant Saint Luc, datant de 1510